# Нова Синявка
Нова́ Синя́вка — село в Україні, у Старосинявській селищній громаді Хмельницького району Хмельницької області. Населення становить 1198 осіб.

## Історія
В селі Нова Синявка існує легенда про те, що найдавніша згадка про Нову Синявку належить до 1240 року, коли на село напали монголотатарські завойовники. Було зібрано військо з мешканців села і з довколишніх сіл чисельністю 25 тисяч воїнів, але вони були розбиті, село було розграбоване і спалене. Мешканці відступили вверх за течією річки Іква за 10 верств і там, де зараз знаходиться районий центр Стара Синява, заснували нове поселення.
Село Нову Синявку від німецько-фашистських загарбників звільнили 8 березня 1944 року підрозділи 276-ої двічі червонопрапорної Термюківської стрілецької дивізії першої гвардійської армії.

## Населення

### Мова
Розподіл населення за рідною мовою за даними перепису 2001 року:
| Мова       | Кількість | Відсоток |
| ---------- | --------- | -------- |
| українська | 1192      | 99.5%    |
| російська  | 6         | 0.5%     |
| Усього     | 1198      | 100%     |

## Воскресіння Бориса Пилипчука
У 2002 році значного розголосу в ЗМІ набула історія про воскресіння місцевого жителя, міліціонера Бориса Пилипчука.

## Галерея

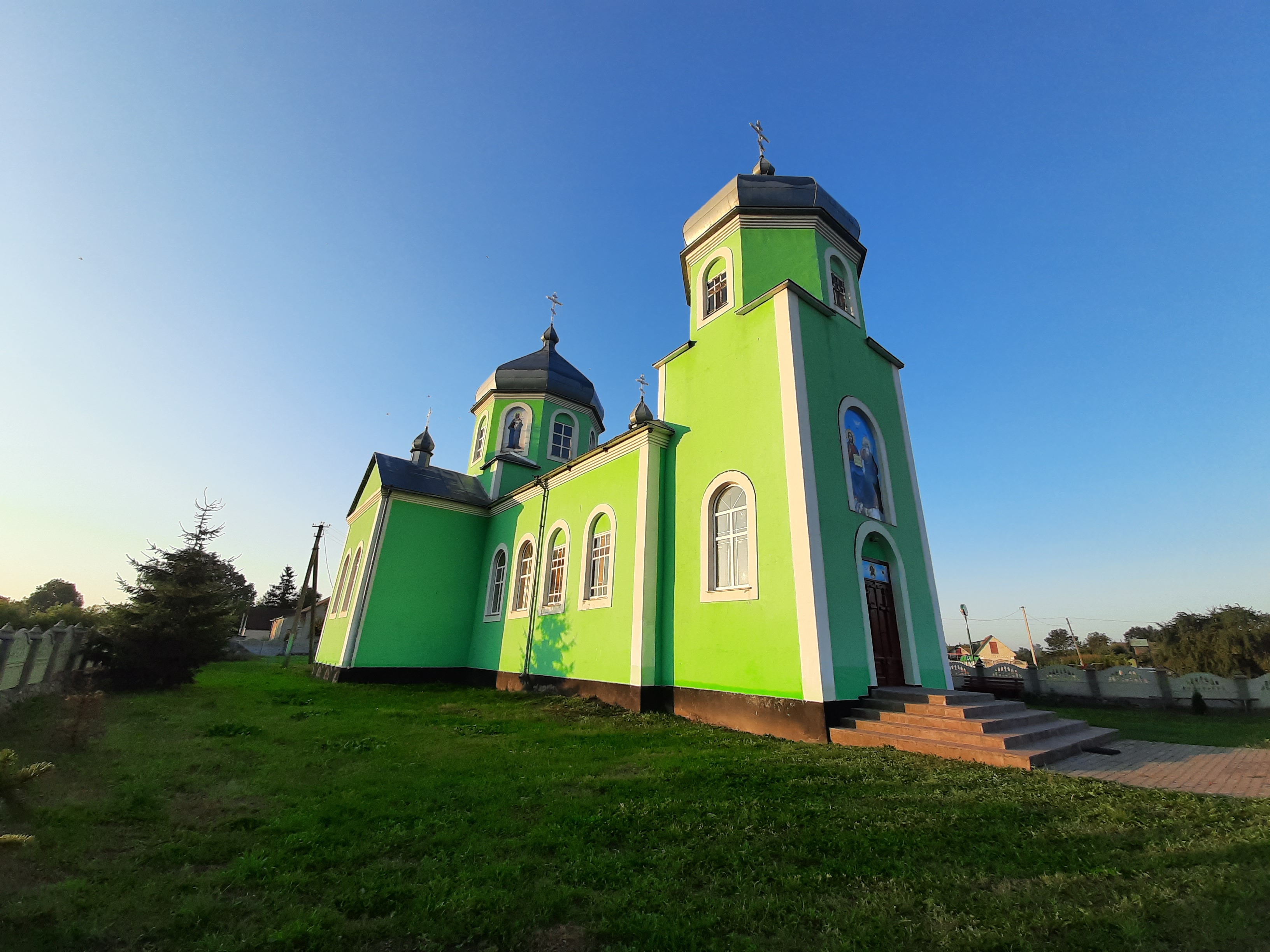
Троїцька церква
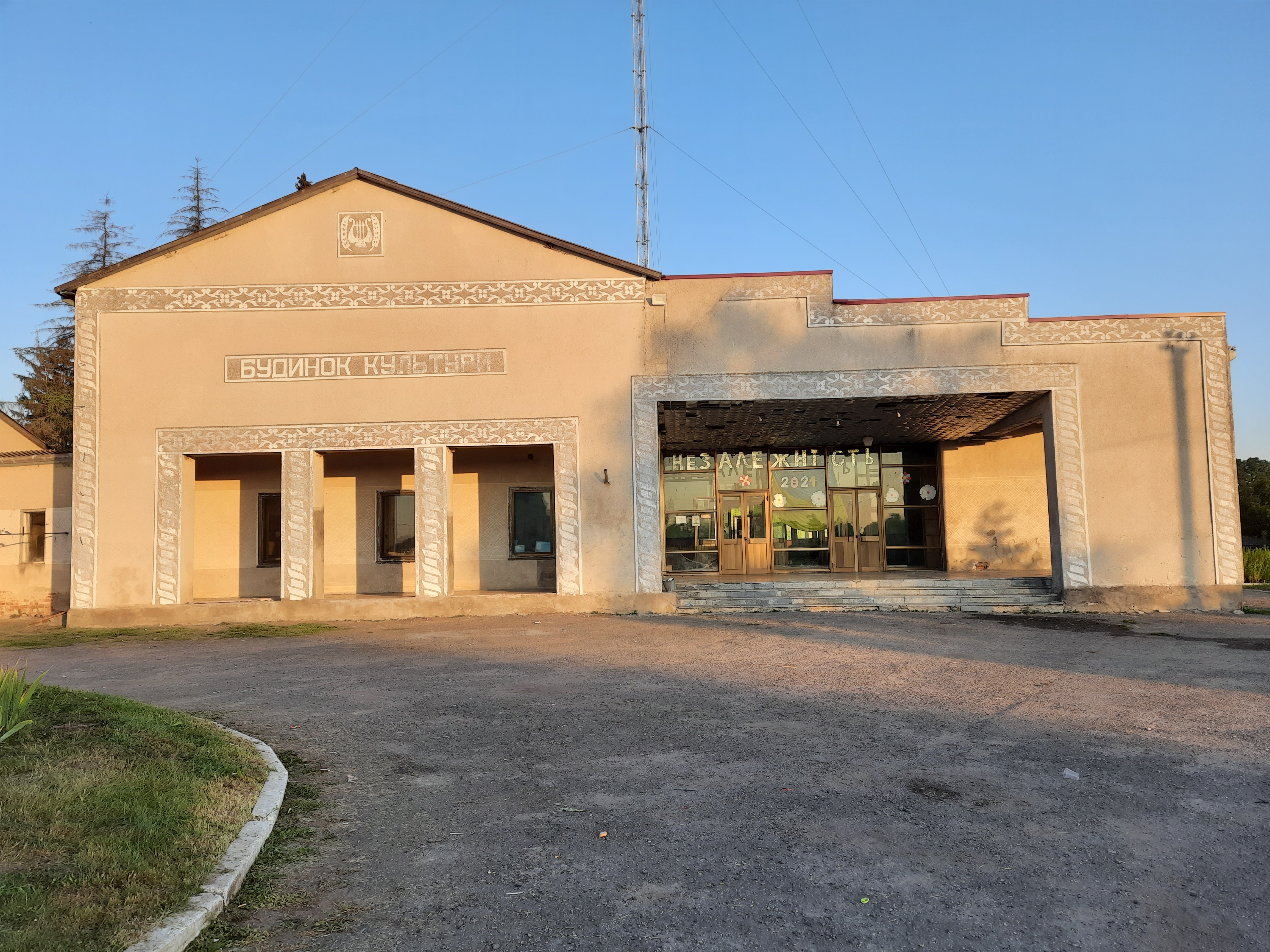
Будинок культури
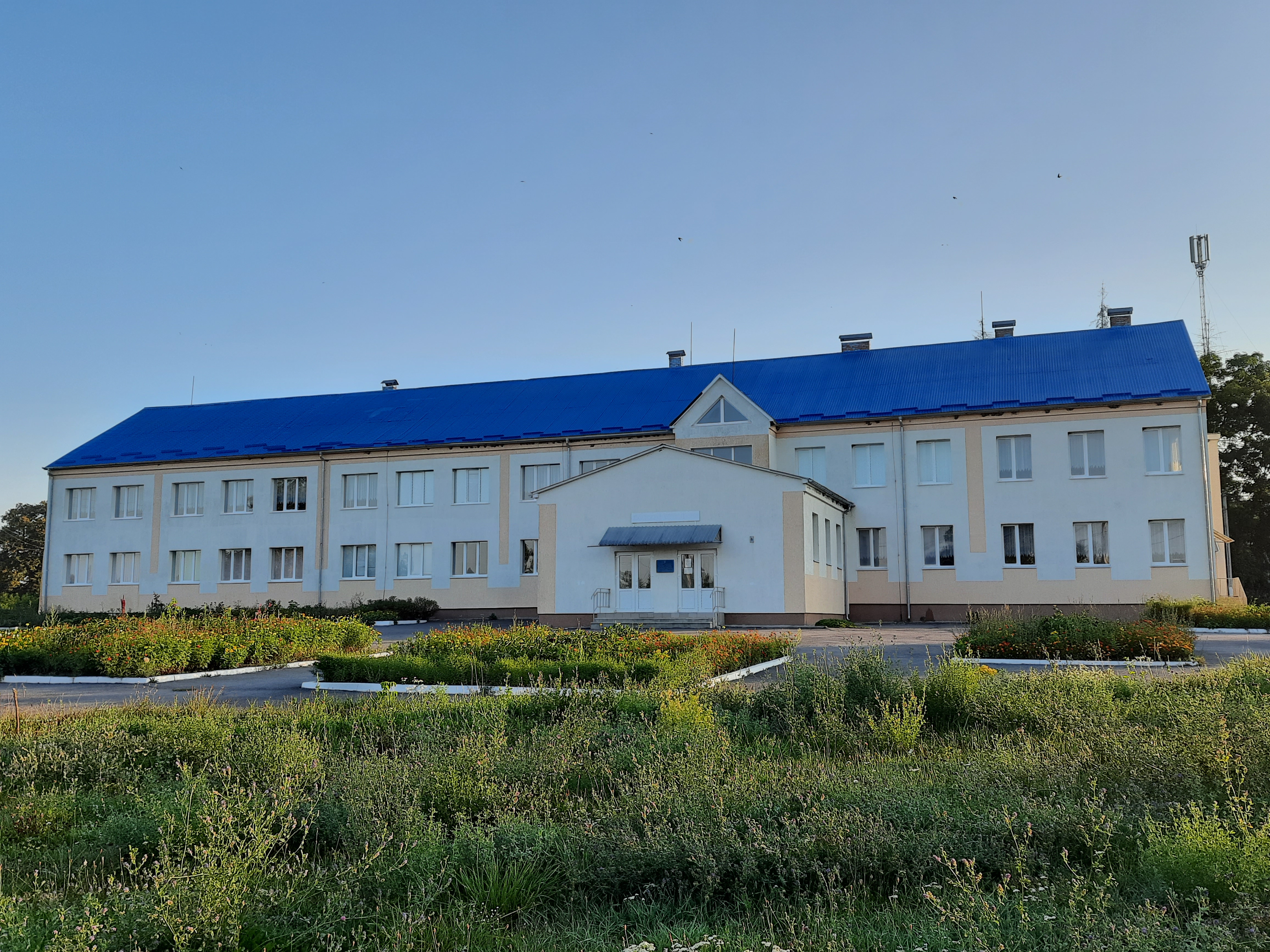
Школа
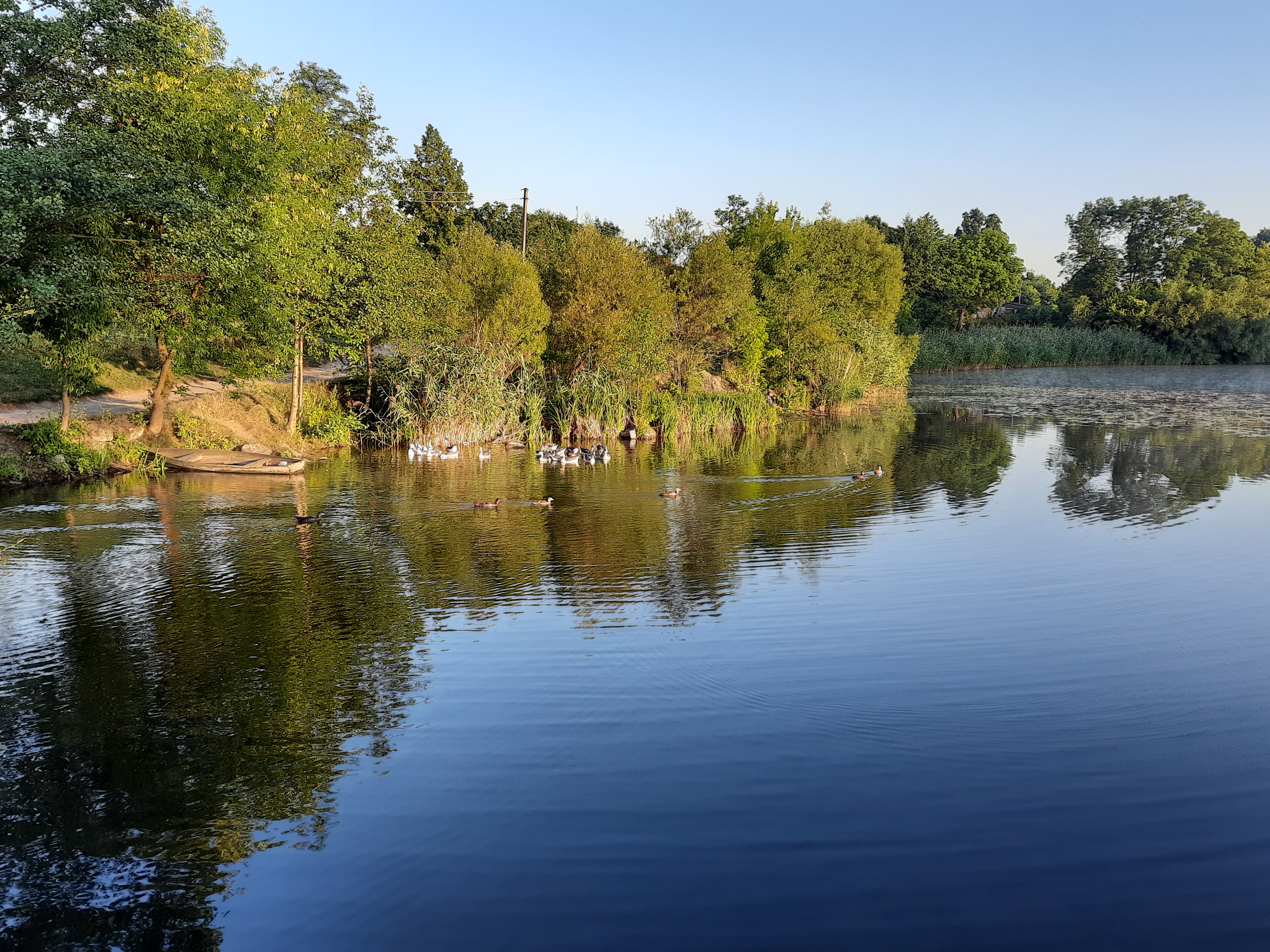
СІльський пейзаж
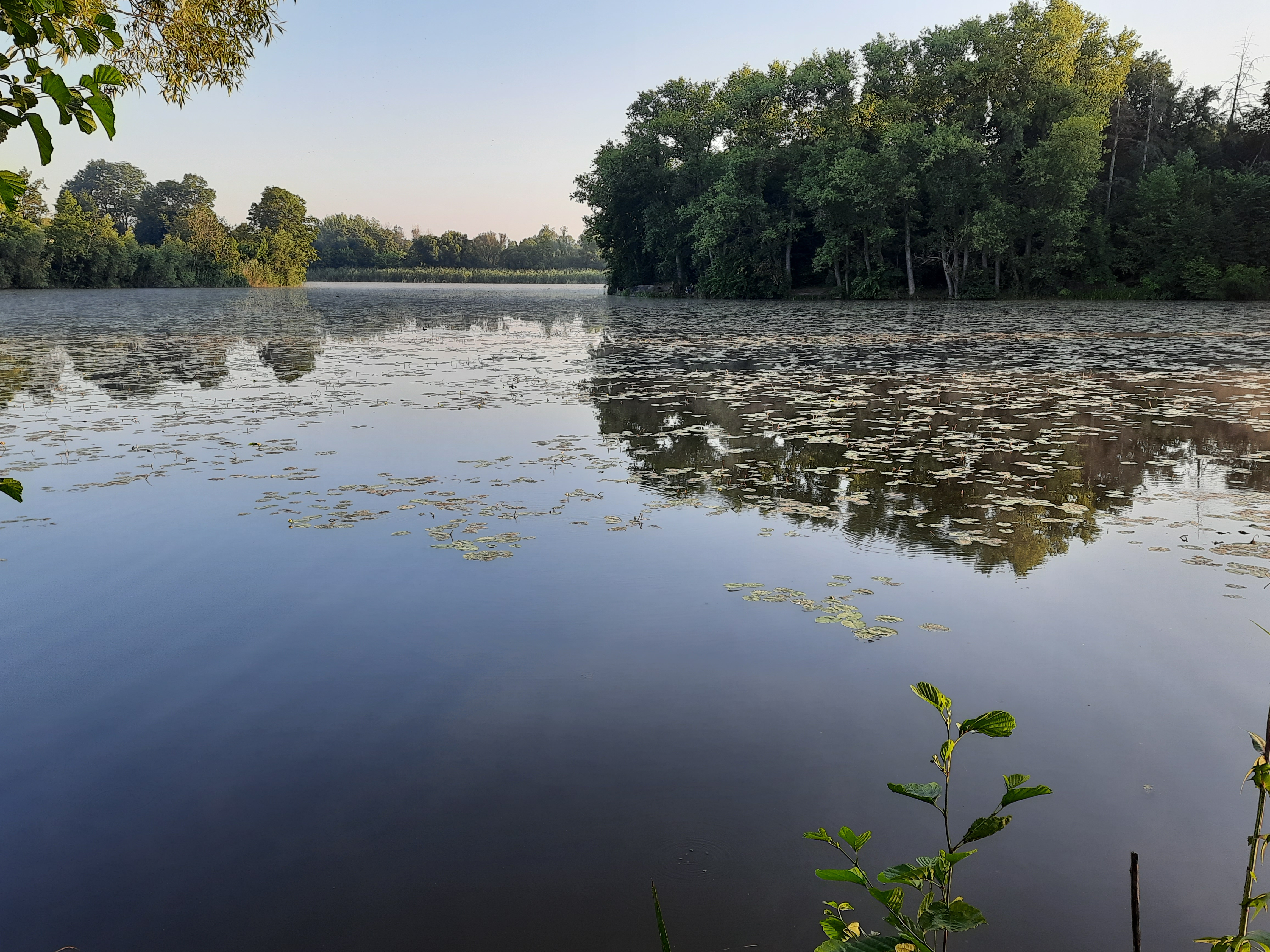
Став біля села